# Сент-Мер
Сент-Мер (фр. Sainte-Mère) — коммуна во Франции, находится в регионе Юг — Пиренеи. Департамент — Жер. Входит в состав кантона Мираду. Округ коммуны — Кондом.
Код INSEE коммуны — 32395.

## География
Коммуна расположена приблизительно в 560 км к югу от Парижа, в 80 км северо-западнее Тулузы, в 45 км к северу от Оша.

## Климат
Климат умеренно-океанический. Лето жаркое и немного дождливое, температура часто превышает 35 °С. Зимой часто бывает отрицательная температура и ночные заморозки. Годовое количество осадков — 700—900 мм.

## Население
Население коммуны на 2010 год составляло 204 человека.
| 1962 | 1968 | 1975 | 1982 | 1990 | 1999 | 2010 |
| ---- | ---- | ---- | ---- | ---- | ---- | ---- |
| 236  | 205  | 197  | 173  | 172  | 182  | 204  |

## Администрация
| Период | Период | Фамилия          | Партия | Примечания |
| ------ | ------ | ---------------- | ------ | ---------- |
| 2001   | 2008   | Марк Глод        |        |            |
| 2008   | 2014   | Жозелин Лаболь   |        |            |
| 2014   | 2020   | Филипп Баттистон |        |            |

## Экономика
В 2010 году среди 131 человека трудоспособного возраста (15-64 лет) 94 были экономически активными, 37 — неактивными (показатель активности — 71,8 %, в 1999 году было 63,7 %). Из 94 активных жителей работали 87 человек (51 мужчина и 36 женщин), безработных было 7 (2 мужчин и 5 женщин). Среди 37 неактивных 11 человек были учениками или студентами, 11 — пенсионерами, 15 были неактивными по другим причинам.

## Достопримечательности
- Замок Сент-Мер (XIII век). Исторический памятник с 1977 года[4]
- Замок Кло (XVII век). Исторический памятник с 1973 года[5]

## Фотогалерея

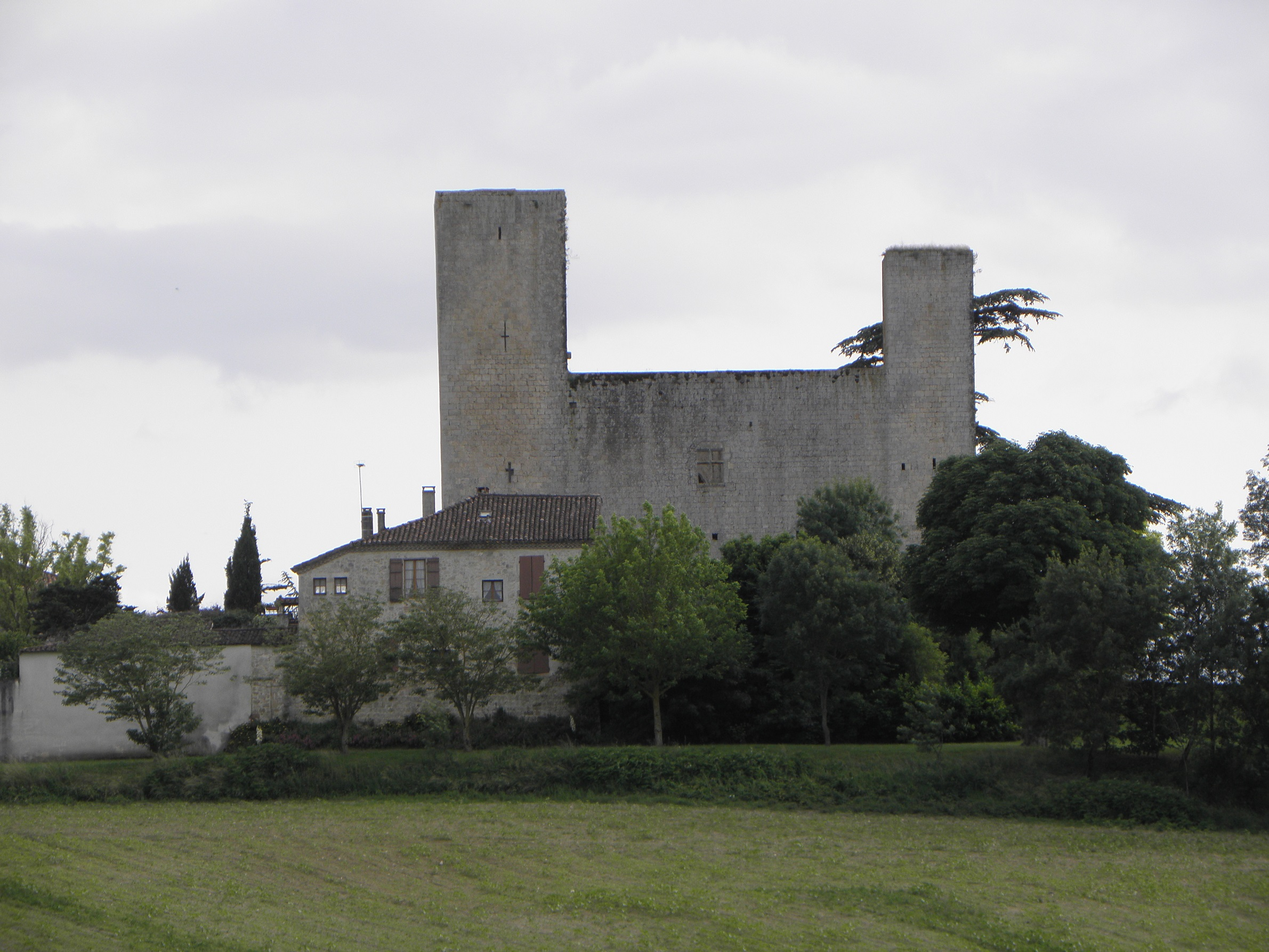
Замок Сент-Мер
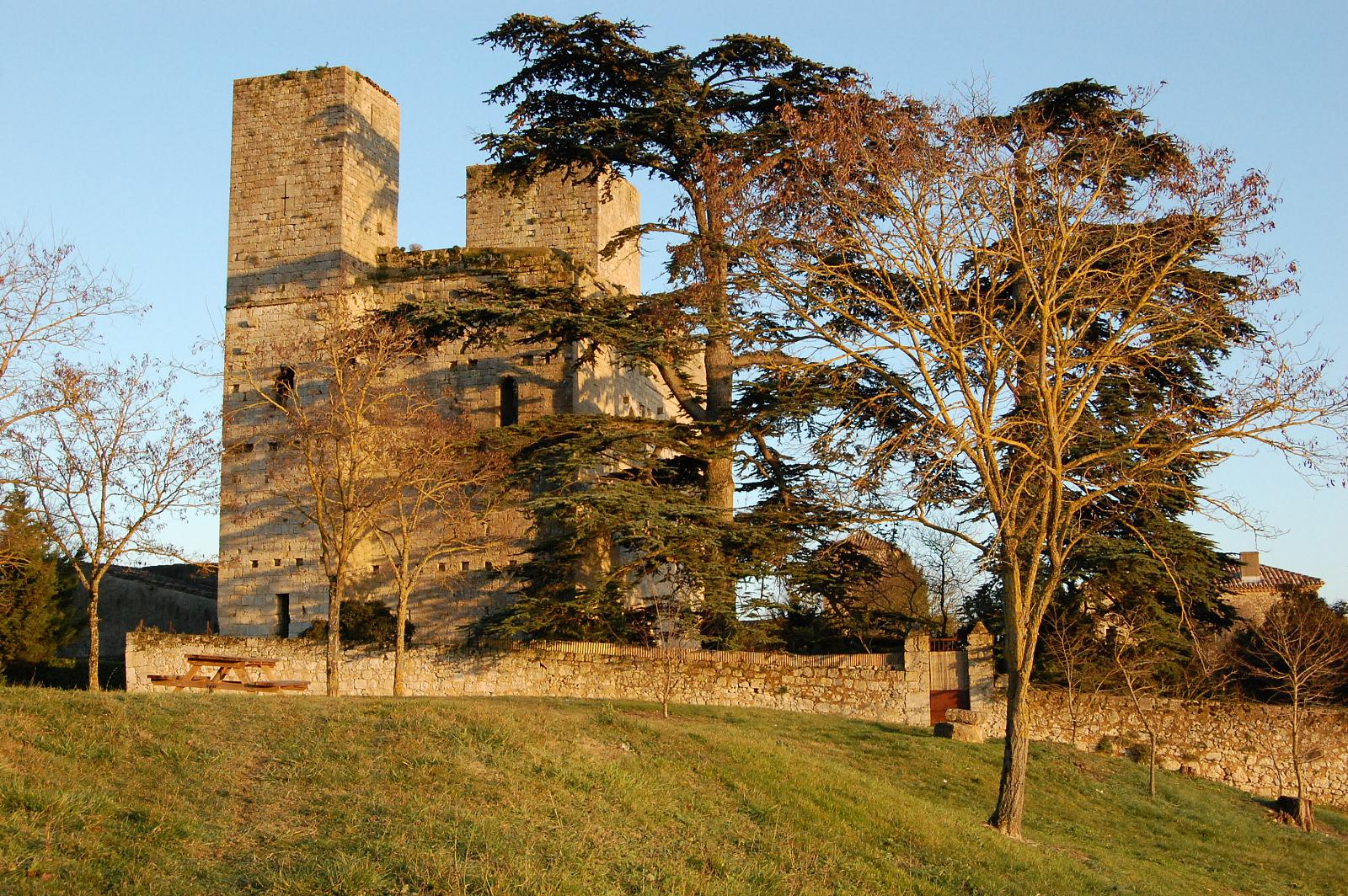
Замок Сент-Мер
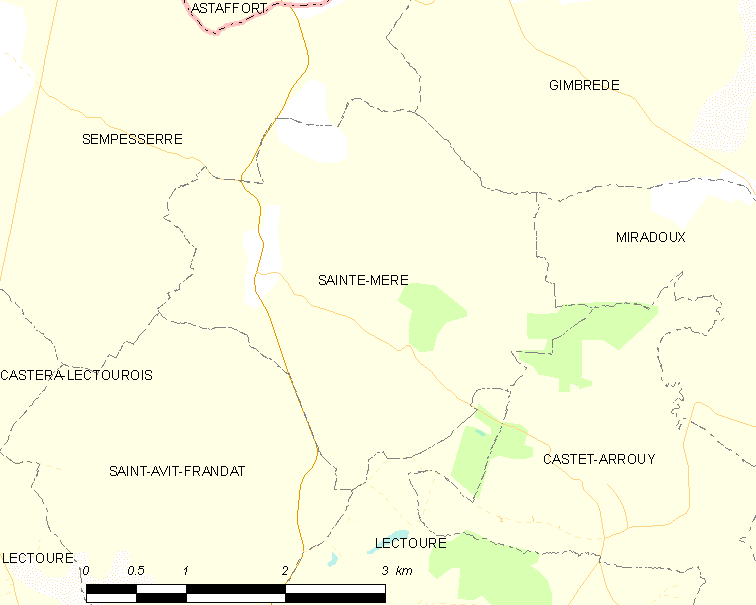
Карта коммуны